# Inma Serrano
Inmaculada Serrano Oñate (Alicante, 8 de diciembre de 1968) es una cantautora española.

### Trayectoria artística
Compositora e intérprete española, nacida en Alicante, estudió música entre Barcelona y Madrid. Serrano publicó su primer disco con Warner en 1994: "Inma Serrano", con la colaboración de Antonio Carmona en la canción "La Ola", a continuación "Cantos De Sirena" (1996) colocándose en las listas con ese trabajo como Nº 1 de Los 40 principales.
En su segundo trabajo de título Cantos de sirena colaboró Cristina del Valle, promocionándolo en el Teatro Gran Rex de Argentina de la mano de Luis Eduardo Aute. Su tercer disco sería Rosa de papel publicado en 1999. Poco a poco fue consolidando su carrera musical hasta conseguir crear su propio sello discográfico: "Cerebro Demente Records", con el que publicó en 2003 su disco Soy capaz y pequeñas joyas en el que colaboran en algunas canciones artistas como Mercedes Ferrer, Tontxu, Jerry Fish, Armando y el Expreso de Bohemia, Mai Meneses y Anthony Blake.
Warner de nuevo lanza al mercado sus "Grandes Éxitos" en 2004. Mientras imparte cursos de formación musical en el área de la composición en México, Argentina, Chile, Perú, Uruguay y Miami, actuando a su vez en los Centros Culturales Españoles más representativos incluyendo países de África como Namibia, Angola, Ghana… de la mano de la Agencia Española de Cooperación Internacional (AECI).
Ha producido a otros cantantes y colaborado con autores como Lorca en su disco El último Quijote, con Tontxu en su disco Con un canto en los dientes, con Armando en su disco ¿Un día perfecto?. Fue jurado de Operación Triunfo España en tres temporadas.
En 2006 es madrina de "Cuarto mundo" y participa activamente en diferentes causas como en el concierto-espectáculo "Ellas dan la nota" junto con otras artistas. El 10 de julio del mismo año edita su trabajo Polvo de estrellas grabado con banda y en directo en el Teatro Reina Victoria de Madrid, fue presentado por el periodista J.R. Taboada, la presentación del disco en público se realiza el 14 de noviembre en el Teatro Bellas Artes de Madrid, presentado por Anne Igartiburu.
Durante 3 años consecutivos es jurado del Reality Show Operación Triunfo España, mientras en ese momento ya lleva vendido más de 1, 500, 000 copias con sus composiciones. A continuación publicó "Inma I" (2008) en catalán como homenaje a su padre e "Inma II" (2009), el mismo disco en castellano.
En 2010, Inma Serrano edita Voy a ser sincera, un álbum donde le canta al amor, al desamor, a las despedidas y a la fiesta que es la vida. Además, es el primer acercamiento con mayor contundencia a México, país donde Inma compuso su himno llamado "Si me provocas", tema que el cantautor mexicano Edgar Oceransky hizo suyo en un dueto realizado con la artista alicantina en 2013.
Apasionada de México, se presenta en diversos foros importantes como son el Lunario del Auditorio Nacional, El Zócalo también en Ciudad de México, el Bataclán, El Centro Cultural de la Embajada de España, en las Librerías Péndulo, (en la XXII edición del Festival de México), se presenta en diferentes foros de León, Querétaro... Entre México y España crea su disco “Voy a ser sincera” (2011) producido en parte por Áureo Baqueiro, productor habitual de artistas como Alejandro Fernández y el dueto Sin Bandera, y por parte de España Pedro Andrea.
Alternando la música mientras ejercía como productora ejecutiva y artística de programas dedicados a la música propia o con diversos artistas y compositores tanto en Antena 3 como para Televisión Española realizando su proyecto más ambicioso “Música para mi madre” para TVE con David Bisbal, Antonio Carmona, Rosario, Pastora Soler, Víctor Manuel, Tontxu, Angeles Muñoz (Camela).
En 2013 lideró en el Lunario del Auditorio Nacional el único homenaje a Chavela Vargas tras un año de su pérdida, por encargo de la Oficina Cultural de España en México, acompañada de su entorno más cercano: María Cortina, Fernando del Castillo, La Negra Chagra, entre otros.
Coronando el sueño mexicano con el disco "Mi sueño" (2015), que fue producido artísticamente por Don Chucho y Fabián Rincón y Miguel Trujillo (ganadores de varios Grammys Latinos), lanzando su canción "Princesa Tu, Princesa yo" como una verdadera declaración de intenciones, realizando en su tierra natal Alicante en su teatro principal. Cuenta con la colaboración de Antonio Carmona y mezcla pop, ranchera, la balada y el flamenco. La etiqueta del disco es "World Music". Le canta a la unidad entre todos los latinos en "Soy capaz", brinda un homenaje a Chavela Vargas con "María Tepozteca", que tiene un enfoque musical flamenco-mariachi; canta a Don Chucho Rincón con la ranchera "18,500 veces" y recuerda con "Volveré a Oaxaca", la grandeza de esa tierra y está compuesta por Fabián Rincón y Martha Cano. Inma también evoca un gran recuerdo con el clásico "Albur de amor", que inmortalizara Antonio Aguilar. Además, la artista española se atreve a componer desde el género mariachi, su canción "Hoy voy a gritar".
El primer sencillo que se desprende de Mi sueño se titula "Princesa tú, princesa yo", una canción que refleja la libertad como elección de vida y con esta canción rinde homenaje a todas las mujeres que todavía no se han atrevido a salir del armario, porque Inma es activista, ha colaborado con varias ONG´s que luchan por la tolerancia y los derechos humanos; ella piensa que la música es un excelente vehículo para visibilizar y normalizar cualquier tipo de situación que no respete la libertad de elección y la calidad de vida de cada persona.
En 2016 graba en el estudio y con la inestimable dirección de Javier Calderón y Raúl Ruiz su disco “Inmalandia” (2016), un disco de duetos en el que colaboraron Pedro Guerra, Tontxu, Mai Meneses (Nena Daconte),el mismo Javier Calderón, Thaliszmente, Diana Vanoni, Lu Miranda, Los lovekills, Vivir Quintana y Edgar Oceransky entre otros, sonido orgánico, guitarras, violines, percusión. Más tarde, vuelve con su disco “25 años Cantos de Sirena” (2019), un disco con 2 producciones nuevas y resto de recopilatorio con la coordinación llevada a cabo por Pablo Pinilla.
Publica un EP llamado “Al pairo” (2022) en el que presenta un nuevo sencillo y le da una vuelta con sonido en directo a 4 canciones anteriores que siguen marcando tendencia “Antes de Ayer”, “Amigos”, “Si es que amas así” y “Arena y sal”, disco que marca una nueva etapa de la mano de MMV Música, con Fernando Salaberri y Miguel Ángel Sánchez como motor musical y de proyectos.
En 2022 se unió artísticamente a otras artistas como Mia Wallas, Ainhoa Cantalapiedra, Aurora Guirado proponiendo un grupo llamado “Hermanas” para mostrar la riqueza musical que se propone entre mujeres.
En 2024 Inma Serrano celebra 30 años en la música, graba diversas versiones en diferentes lenguas de la canción La paloma de Sebastián Iradier, al margen también lanza en físico y digital un álbum que celebrará los 30 años con Inma Serrano y que se publica el 14 de junio.

## Discografía
- 1994 — Inma Serrano (Premio especial MTV España por vídeo "De sobra lo sabes")
- 1996 — Cantos de sirena (N.º 1 en 40 principales con "Cantos de sirena", candidatura a artista revelación en premios Amigo y premio selección Cadena Dial)
- 1999 — Rosas de papel
- 2003 — Soy capaz & Pequeñas joyas (doble CD)
- 2004 — Grandes éxitos
- 2006 — Polvo de estrellas (CD/DVD directo)
- 2008 — Inma I (primer disco en catalán de Inma Serrano)
- 2009 — Inma II (versión en castellano del álbum anterior)
- 2010 — Lo mejor
- 2011 — Voy a ser sincera
- 2015 — Mi sueño
- 2016 — Inmalandia
- 2019 — 25 años. Cantos de sirena
- 2022 — Al pairo (EP)
- 2024 — La paloma (varios singles digitales de la canción de Iradier en diversas lenguas)